# To the Bone
To the Bone — п'ятий студійний альбом англійського виконавця Стівена Вілсона, випущений 18 серпня 2017 року під лейблом Caroline International. За словами автора, альбом немає суворої концепції, в порівнянні з попереднім «Hand. Cannot. Erase.», але все ж має одну тематику. Був натхненний прогресивною поп-музикою його молодості, особливо такими альбомами як «So» Пітера Гебріела, «Hounds of Love» Кейт Буш, «The Colour of Spring» гурту Talk Talk і «The Seeds of Love» Tears for Fears.

## Реакція критиків, схвалення
To The Bone отримав переважно позитивні відгуки від критиків. На Metacritic альбом отримав рейтинг 78 з 100, з коментарем «загалом сприятливі відгуки», що були засновані на коментарях семи критиків.
Журнал Uncut заявив, що «п'ятий сольний лонгплей Вілсона є насиченим і амбіційним шматком прогресивної поп-музики. Піддаючись важкому впливі від Пітера Гебріела, Depeche Mode, епохи The Bends Radiohead і електронних балад Тодда Рандгрена, це наполегливо мелодійний, 11-пісенний сет старої школи». Planet Rock оцінили альбом в п'ять зірок, коментуючи, що «Стівен Вілсон випустив свій прогресивний шедевр». Джордан Блум з журналу Rebel Noise сказав: «To the Bone — це як відмінний альбом сам по собі, так і ідеальне доповнення до величезної роботи Вілсона». Sputnikmusic оцінили альбом 4.5/5, заявивши: «Стівен Вілсон доводить, що виконавець може вирушити в незвідані музичні води, навіть будучи 30 років у своїй кар'єрі, задля амбіційних і яскравих результатів, як ці».

## Список композицій
Всі пісні написані Стівеном Вілсоном, окрім як «To the Bone» і «Nowhere Now», до створення яких долучився Енді Партрідж.
| #     | Назва                                              | Тривалість |
| ----- | -------------------------------------------------- | ---------- |
| 1.    | «To the Bone»                                      | 6:41       |
| 2.    | «Nowhere Now»                                      | 4:03       |
| 3.    | «Pariah» (за участю Нінетт Тайєб)                  | 4:46       |
| 4.    | «The Same Asylum as Before»                        | 5:14       |
| 5.    | «Refuge»                                           | 6:43       |
| 6.    | «Permanating»                                      | 3:34       |
| 7.    | «Blank Tapes» (за участю Нінетт Тайєб)             | 2:08       |
| 8.    | «People Who Eat Darkness» (за участю Нінетт Тайєб) | 6:02       |
| 9.    | «Song of I» (за участю Софі Хангер)                | 5:21       |
| 10.   | «Detonation»                                       | 9:19       |
| 11.   | «Song of Unborn»                                   | 5:55       |
| 59:46 |                                                    |            |

| Deluxe edition bonus disc (CD) | Deluxe edition bonus disc (CD)     | Deluxe edition bonus disc (CD) |
| #                              | Назва                              | Тривалість                     |
| ------------------------------ | ---------------------------------- | ------------------------------ |
| 1.                             | «Ask Me Nicely (intro)» (demo)     | 1:42                           |
| 2.                             | «A Door Marked Summer» (demo)      | 7:41                           |
| 3.                             | «Pariah» (demo)                    | 4:58                           |
| 4.                             | «People Who Eat Darkness» (demo)   | 5:35                           |
| 5.                             | «Refuge» (demo)                    | 4:59                           |
| 6.                             | «The Same Asylum as Before» (demo) | 5:32                           |
| 7.                             | «Ask Me Nicely» (demo)             | 3:53                           |
| 8.                             | «Northern Cyclonic» (demo)         | 3:50                           |
| 9.                             | «Detonation» (demo)                | 10:18                          |
| 10.                            | «Song of Unborn» (demo)            | 6:56                           |

## Учасники запису
| - Стівен Вілсон — вокал (всі треки), гітара (всі треки, крім трек 9), бас (треки 1-3, 5, 8 і 11), клавішні (всі треки), продюсування - Девід Коллар — гітара (треки 9 і 10) - Нік Беггс — бас (трек 6) - Адам Гольцман — рояль (всі треки, крім треку 8), клавинет (трек 1), орган (треки 1, 2, 5 і 6), рядків (треки 5 і 10) - Крейг Бланделл — барабани (треки 3, 8, 9 і 11) - Джеремі Стейсі — барабани (треки 1, 2, 4-6 і 10) - Піт Екфорд — ударні (треки 1, 2, 6, 8 і 10) - Марк Фелтем — гармошка (треки 1 і 5) - Жасмин Волкс — вступне слово (трек 1) |  | - Нінетт Тайєб — вокал (треки 3, 7 і 8), бек-вокал (треки 1, 4 і 6) - Софі Хангер — вокал (трек 9) - Енді Партрідж — композитор - Девід Кілмінстер — бек-вокал (треки 1, 2 і 4) - Пол Дрейпер — секвенсор (трек 1) - Дейв Стюарт — струнні (треки 2, 4, 9 і 10) - Лондонський філармонічний оркестр — струнні (треки 4, 9 і 10) - Робін Мулакі — бас (треки 4 і 10) - Пол Стейсі — мікшування та спільне продюсування |

## Хіт-паради
| Хіт-парад (2017)                                   | Найвища позиція |
| -------------------------------------------------- | --------------- |
| Australian Albums (ARIA)                           | 30              |
| Австрія Austrian Albums (Ö3 Austria)               | 7               |
| Бельгія Belgian Albums (Ultratop Flanders)         | 14              |
| Бельгія Belgian Albums (Ultratop Wallonia)         | 9               |
| Канада Canadian Albums (Billboard)                 | 28              |
| Чехія Czech Albums (ČNS IFPI)                      | 34              |
| Нідерланди Dutch Albums (MegaCharts)               | 4               |
| Фінляндія Finnish Albums (Suomen virallinen lista) | 1               |
| French Albums (SNEP)                               | 24              |
| Німеччина German Albums (Offizielle Top 100)       | 2               |
| Ірландія Irish Albums (IRMA)                       | 43              |
| Italian Albums (FIMI)                              | 14              |
| New Zealand Heatseekers Albums (RMNZ)              | 5               |
| Норвегія Norwegian Albums (VG-lista)               | 15              |
| Польща Polish Albums (ZPAV)                        | 14              |
| Шотландія Scottish Albums (OCC)                    | 2               |
| Spanish Albums (PROMUSICAE)                        | 15              |
| Swedish Albums (Sverigetopplistan)                 | 26              |
| Швейцарія Swiss Albums (Schweizer Hitparade)       | 4               |
| Велика Британія UK Albums (OCC)                    | 3               |
| США Billboard 200                                  | 58              |
| США Independent Albums (Billboard)                 | 3               |
| США Top Rock Albums (Billboard)                    | 8               |